# Parlamentsvalet i Australien 2010
Parlamentsvalet i Australien 2010 hölls lördagen den 21 augusti 2010 för valet av medlemmar av 43:e australiska parlamentet. Oppositionen, de borgerliga Liberal/National Coalition, lett av oppositionsledaren Tony Abbott, var den huvudsakliga utmanaren till det sittande partiet arbetarpartiet lett av Australiens premiärminister Julia Gillard. Den tredje utmanaren, Australian Greens, antogs få maktbalans i den australiska senaten, medan en grön och fyra fristående antogs få maktbalansen i representanthuset.
Valet resulterade i att det australiska arbetarpartiet fick 72 platser i parlamentet, en minskning med 11 platser sedan föregående val. Den borgerliga oppositionen fick 72 platser, en ökning med 7 platser sedan föregående val. För att få majoritet krävs 76 platser. Efter förhandlingar bildade det australiska arbetarpartiet en minoritetsregering, den första i Australien sedan 1940, med stöd av det australiska gröna partiets parlamentsledamot och tre andra oberoende parlamentsledamöter. Två av de oberoende parlamentsledamöterna valde att stödja den borgerliga oppositionen. 
I senaten som består av 76 platser fick det australiska arbetarpartiet 31 platser och den borgerliga oppositionen 34 platser. Det australiska gröna partiet blev vågmästare med 9 platser.
14 088 260 australier inregistrerade röster under valets gång. Australien har obligatoriskt valdeltagande, och använder sig av förmånliga omröstningar i enmansvalkretsar för underhuset (Australiens representanthus) och enkla överförbara röster med gruppvalsbiljetter i proportionellt fördelade överhuset (senaten). Valet utfördes av Australian Electoral Commission.